# Krokegöl (Lenhovda socken, Småland, 631177-146907)
Krokegöl är en sjö i Uppvidinge kommun i Småland och ingår i Ronnebyåns huvudavrinningsområde. Sjön har en area på 0,0566 kvadratkilometer och ligger 253,9 meter över havet. Krokegöl ligger i Storasjöområdet Natura 2000-område. Sjön avvattnas av vattendraget Lesseboån (Fagerhultsån).

## Delavrinningsområde
Krokegöl ingår i det delavrinningsområde (631055-147115) som SMHI kallar för Utloppet av Sandsjön. Medelhöjden är 245 meter över havet och ytan är 25 kvadratkilometer. Det finns inga avrinningsområden uppströms utan avrinningsområdet är högsta punkten. Lesseboån (Fagerhultsån) som avvattnar avrinningsområdet har biflödesordning 2, vilket innebär att vattnet flödar genom totalt 2 vattendrag innan det når havet efter 107 kilometer. Avrinningsområdet består mestadels av skog (74 procent) och sankmarker (11 procent). Avrinningsområdet har 2,56 kvadratkilometer vattenytor vilket ger det en sjöprocent på 10,3 procent.